# 8637-es mellékút (Magyarország)
A 8637-es számú mellékút egy rövid, alig több mint 2 kilométer hosszú, négy számjegyű országos közút Vas vármegye területén; Bük városát segít összekötni, más útvonalaknál rövidebb úton a megyeszékhely Szombathely térségével és a 86-os főúttal.

## Nyomvonala

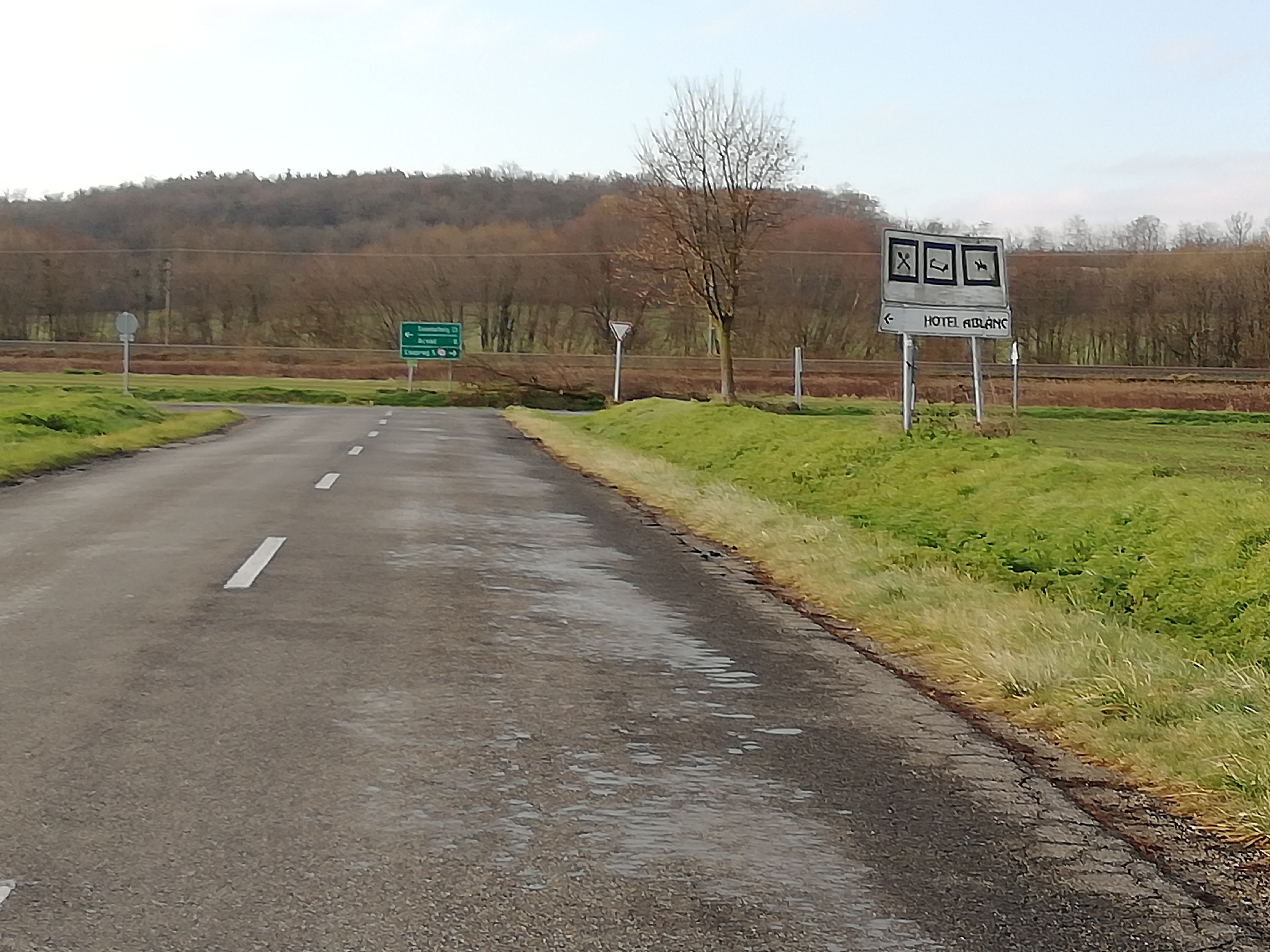
Betorkollása a 8638-as útba, Bök felől nézve

A 8614-as útból ágazik ki, néhány lépéssel annak a 28. kilométere előtt, Bük Alsóbük településrészének központjában, délnyugat felé, Gyurácz utca néven. Mintegy 300 méter után kilép a belterületről, nem sokkal ezután pedig áthalad a Répce folyása felett. Kevéssel a másfeledik kilométere előtt átlép Csepreg közigazgatási területére, ott azonban lakott helyeket nem is érint. A 8638-as útba becsatlakozva ér véget, annak a 15+600-as kilométerszelvénye közelében.
Teljes hossza, az országos közutak térképes nyilvántartását szolgáló kira.gov.hu adatbázisa szerint 2,062 kilométer.

## Települések az út mentén
- Bük
- (Csepreg)